# Actinotus
Actinotus es un género de plantas perteneciente a la familia Apiaceae, comprende unas 18 especies. Son originarias de Australasia. La especie más conocida es Actinotus helianthi, común en los matorrales de Sídney en la primavera. 
La mayoría de las especies son endémicas de Australia con una de Nueva Zelanda. Otras especies notables son A. schwarzii de la Cordillera MacDonnell en Australia Central, que se asemeja mucho A. helianthi en apariencia, y las raras A. forsythii que tiene la floración de color rosa y se encuentran en las Montañas Azules.

## Taxonomía
El género fue descrito por Jacques Labillardière y publicado en Novae Hollandiae Plantarum Specimen 1: 67. 1804[1805]. La especie tipo es: Actinotus helianthi Labill.
Etimología
El nombre del género, que significa "equipadas con rayos" se deriva del griego aktinôtos / ἀκτινωτός, derivado de aktis / ἀκτίς, "rayo" o "rayo de sol".

## Especies:[4]
- Actinotus bellidioides (Hook.f.) Benth.
- Actinotus forsythii Maiden & Betche
- Actinotus gibbonsii F.Muell.
- Actinotus glomeratus Benth.
- Actinotus helianthi Labill.
- Actinotus humilis (F.Muell. & Tate) Domin
- Actinotus leucocephalus Benth.
- Actinotus minor (Sm.) DC.
- Actinotus moorei F.Muell. ex Rodway
- Actinotus omnifertilis (F.Muell.) Benth.
- Actinotus paddisonii R.T.Baker
- Actinotus rhomboideus (Turcz.) Benth.
- Actinotus schwarzii F.Muell.
- Actinotus suffocatus (Hook.f.) Rodway
- Actinotus superbus O.H.Sarg.